# Цинандалі (вино)
Цінандалі (груз. წინანდალი) — високоякісне біле сухе вино, що виготовляється з винограду Ркацителі та кахетського Мцване (до 15 %).

## Характеристика
Вино Цинандалі характеризується світло-солом'яним кольором, гармонійним смаком, повним, вишуканим, розвиненим букетом та сортовим ароматом.
Площа мікрозони включає, з одного боку, продовження лісових схилів північно-східного схилу хребта Ців-Гомбори, а з іншого — передгір'я та Алазанську долину. Виноградники в основному розташовані в межах 300—750 м над рівнем моря.
База виноробства Цинандалі включає наступні села: Акура, Ванта, Бушеті, Квемо Ходашені, Цинандалі, Кісішеві, Кондолі, Насамхралі, Шалаурі, Курдгелаурі, Вардісубані, Гулгула, Ікалто, Руїспірі.
Об'ємний вміст алкоголю у вині Циндандалі повинен бути не менше 10,5 %, масова концентрація цукрів не більше 3 г/дм³, титрувана кислотність 5,5-7,5 г/дм³, летюча кислотність не більше 1,0 г/дм³, масова концентрація — не менше 16 г/дм³, загальна масова концентрація сірчаної кислоти не більше 210 мг/дм³, концентрація вільної сірчаної кислоти не більше 30 мг/дм³.

## Історія
Виготовлення вина в Грузії розпочалося майже 8000 років тому. Цинандалі є одним з найстаріших вин Грузії, але промислове виробництво розпочалося в 1885 р., коли в родовому маєтку князя Олександра Чавчавадзе була створена присвячена йому винна промисловість, а саме вино отримало назву маєтку.